# Tanquana
Tanquana (лат.) — род суккулентных растений семейства Аизовые (Aizoaceae), подсемейства Ruschioideae, естественно произрастающий на территории Капской провинции Южно-Африканской Республики.

## Название
Научное название рода Tanquana происходит от местности Танква-Кару, где он произрастает.
В отсутствие русскоязычного названия рода в авторитетных источниках, вероятным вариантом названия на русском языке будет «Танквана».

## Ботаническое описание
Представители рода — карликовые, компактные многолетники. Листья супротивные, сросшиеся у основания, толстые и плотно мясистые. Листья сверху плоские или вогнутые, снизу закругленные, их поверхность может варьировать от ярко-зеленого до фиолетового цвета.
Цветки одиночные, располагаются на короткой цветоножке, с прицветниками. Цветки ароматные, открываются днем и закрываются вечером. Чашелистиков может быть 4 или 5. Лепестки свободные, тонкие, желтого цвета. Тычинки имеют сосочковую основу. Нектарник может быть темно-зеленым или желтым, с регулярными городчатыми кольцами. Рыльца в количестве 9 или 10, имеют нитевидную структуру. Плод — коробочка с 9 или 10 гнездами, схожая с плодами рода Titanopsis.

## Распространение
Распространен в центральной части Западно-Капской провинции и произрастает в сухих районах Танква-Кару и на юго-западе Большого Кару. Также произрастает в Малом Кару к югу от Лейнгсбурга.

## Таксономия
Tanquana H.E.K.Hartmann & Liede, первое упоминание в Bot. Jahrb. Syst. 106: 479. (1986).

### Виды
Согласно данным сайта WFO Plantlist на июнь 2023 года, род состоит из 3 видов:
- Tanquana archeri (L.Bolus) H.E.K.Hartmann & Liede typus
- Tanquana hilmarii (L.Bolus) H.E.K.Hartmann & Liede
- Tanquana prismatica (Schwantes) H.E.K.Hartmann & Liede